# 大島実太郎
大島 実太郎（おおしま じつたろう、1874年6月28日 - 1924年9月3日）は、日本の弁護士、政治家。衆議院議員（1期）。

## 経歴
大阪府出身。1895年、東京高等蚕糸学校(現・東京農工大学)、1901年、東京法学院(現・中央大学)卒。京都府蚕糸同業組合立高等養蚕伝習所(現・京都府立綾部高等学校)教師を経て、弁護士の業務に携わる。花屋敷土地、四国生糸、大阪証券交換所各(株)取締役となる。
1920年の第14回衆議院議員総選挙において京都6区から立憲政友会公認で立候補して当選する。衆議院議員を1期務め、1924年の第15回衆議院議員総選挙で落選した。落選から間もなく死去した。